# ウラジーミル・ポルヒン
ウラジーミル・フョードロヴィチ・ポルヒン（ロシア語: Владимир Фёдорович Полухин、1886年7月2日 - 1918年9月20日）は、ロシア帝国の軍人・革命家であり、26人のバクー・コミッサールの1人である。

## 生涯
1886年7月2日、ロシア帝国リフリャント県リガに生まれ、幼少期を孤児院で過ごした。13歳から工場で電気技師として働き始め、若くしてロシア第一革命に参加。1907年から1913年まで、バルチック艦隊の巡洋艦アドミラル・マカロフで電気設備を担当し、下士官へ昇任。第一次世界大戦時には戦艦ガングートに乗務するも、1915年秋の船員反乱に参加して水兵に降格され、再教育のためコラ半島の海軍基地へ送られた。
その後はムルマンスク要塞で電信交換手として勤務していたが、二月革命が発生すると最初のムルマンスク労兵ソビエトメンバー、ムルマンスク要塞地区中央委員会メンバーに選出され、レーニン主義の積極的擁護者となった。1917年5月に北極海艦隊 (ru) 中央委メンバーとなりアルハンゲリスクへ異動、翌1918年6月にはペトログラードへ移り、ウラジーミル・アントーノフ＝オフセーエンコ、パヴェル・ドゥイベンコ、ニコライ・クルィレンコとともに活動した。11月の第1回全ロシア艦隊会議にも北極海艦隊から出席している。
十月革命の際は冬宮襲撃に参加し、同時期には海軍人民委員部員、全ロシア中央執行委員会附属海軍立法会議メンバーも務める。翌1918年7月にはバクーへ送られ、現地のカスピ海艦隊委員となった。しかし、ボリシェヴィキによるバクー・コミューンが崩壊すると捕らえられ、9月20日に他のコミューン成員らとともに銃殺された。

## 影響
1960年2月、ムルマンスク市内の通りにポルヒンの名が付けられた。そして1974年10月には、近郊にアレクサンドル・グルヒフ (ru) 制作の、青銅と花崗岩によるポルヒンの胸像が設置された。1999年4月に像は金属泥棒によって持ち去られたが、その後復元された。

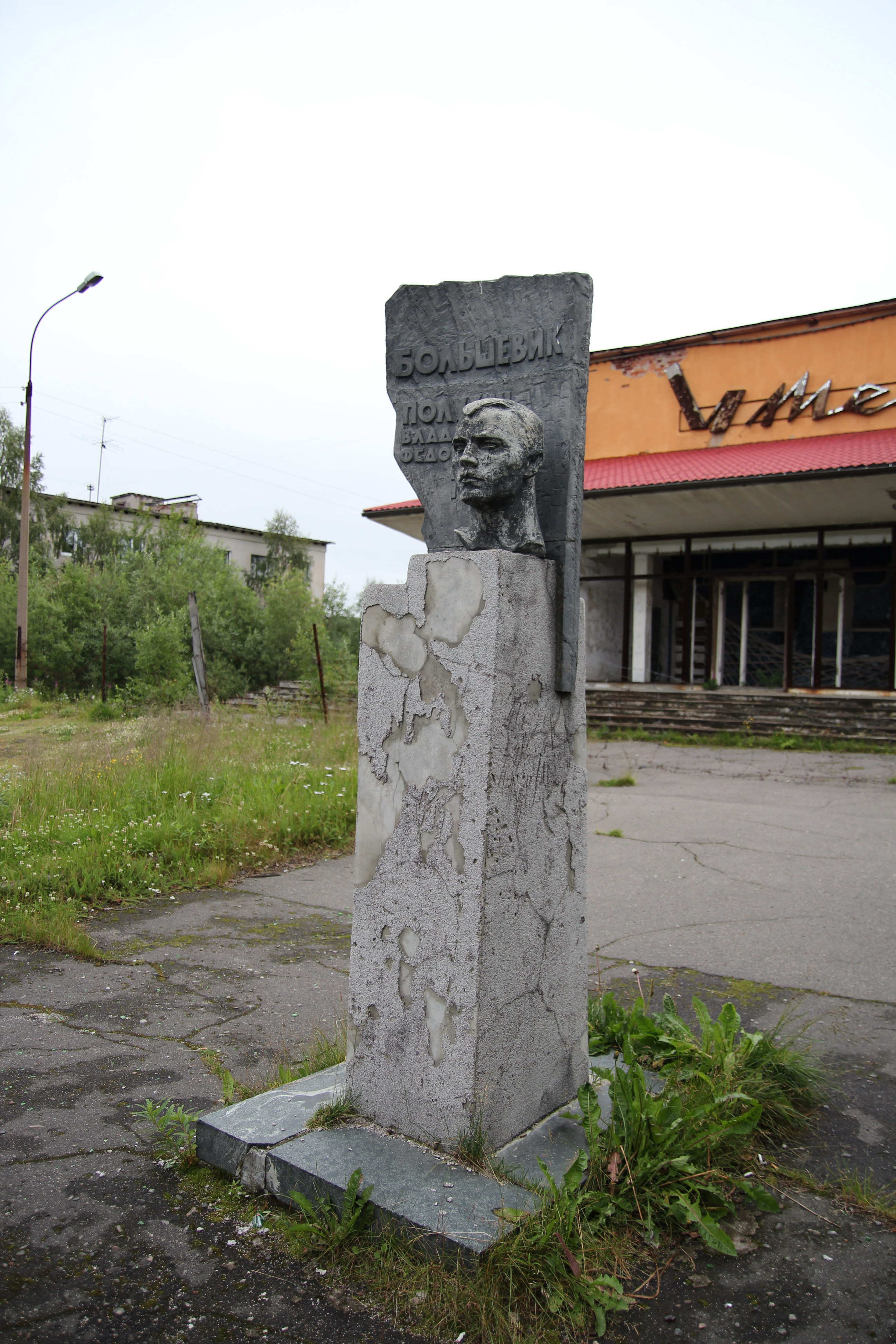
ムルマンスクの記念碑

ポルヒンの名はカルーガ州ジズドラの通りにも付けられ、セヴァストーポリ艦隊の練習艦の名ともなっている。また、ヴァレンチン・プークリの小説『暗礁より』と『モーンズンド』(ru) にも登場する。